# Gia Kharaishvili
Pas d'image ? Cliquez ici

a Compétitions nationales et continentales officielles uniquement.

b Matchs officiels uniquement.
Dernière mise à jour le 2 avril 2021.
Gia Kharaishvili (en géorgien : გია ხარაიშვილი) est un joueur géorgien de rugby à XV évoluant en équipe nationale depuis 2021. 

## Biographie
Gia Kharaishvili, jouant dans le club de sa ville natale (Khachouri), arrive sur la scène internationale en 2017, lorsqu'il participe au championnat d'Europe des moins de 18 ans avec la sélection géorgienne. L'année suivante, il intègre le groupe des moins de 20 ans pour disputer le mondial 2018.
Après un mondial où il entre à quatre reprises en jeu, il quitte son pays et rejoint la France, intégrant le centre de formation du Racing 92. Quelques mois plus tard, il connaît sa première entrée en jeu en Top 14 face au LOU. En fin d'année, il participe de nouveau au mondial junior avec la Géorgie.
S'il ne joue pas avec l'équipe première du Racing la saison suivante, il reste dans les plans du club. Il connaît quelques feuilles de match en 2020, et prolonge son contrat en fin d'année. Quelques semaines plus tard,  il connaît ses grands débuts en équipe de Géorgie, entrant en jeu face au Portugal. En janvier 2022, il est prêté à l'USO Nevers en Pro D2 pour la fin de saison. Il y obtient des titularisations régulières, puis réintègre le Racing la saison suivante, où il décroche sa première titularisation en Top 14.

## Statistiques

### En sélection
| Année | Compétition | Matchs | Points | Essais | Transf. | Drops | Pénal. |
| ----- | ----------- | ------ | ------ | ------ | ------- | ----- | ------ |
| 2021  | REC 2021    | 4      | -      | -      | -       | -     | -      |
| Total | Total       | 4      | -      | -      | -       | -     | -      |